# Сумеречный критериум Рочестера (женский)
Сумеречный критериум Рочестера (англ. Rochester Twilight Criterium) — шоссейная однодневная велогонка, проходящая по территории США с 2006 года.

## История
Гонка была создана через два года после аналогичной мужской гонки и была проведена два раза. В 2008 году гонка не проводилась, в отличие от мужской, а с 2009 года перестала проводиться и мужская гонка.
В 2015 году гонка была возрождена. В 2020 и 2021 годах гонка была отменена из-за пандемии COVID-19.
На протяжении всей своей истории гонка проводится в рамках национального календаря.
Гонка проводится в формате критериума. Её маршрут проходит по центральным улицам города Рочестера в штате Нью-Йорк, а сама гонка проводится после 18:00 по местному времени в темноте при искусственном освещении.

## Призёры
| Год  | Победитель      | Второй          | Третий             |          |
| ---- | --------------- | --------------- | ------------------ | -------- |
| 2006 | Сара Уль        | Лорен Франгеш   | Сара Ульмер        |          |
| 2007 | Джесси Маклин   | Анна Ланг       | Тереза Клифф-Райан |          |
| 2015 | Тара Уиттен     | Саманта Шнайдер | Эрика Аллар        |          |
| 2016 | Скайлар Шнайдер | Ирис Слаппендел | Саманта Шнайдер    |          |
| 2017 | Ребекка Вайсак  | Эрика Аллар     | Скайлар Шнайдер    |          |
| 2018 | Джози Толбот    | Джорджия Бейкер | Мириам Браувер     |          |
| 2019 | Ребекка Вайсак  | Пета Малленс    | Леа Кирхманн       |          |
| 2020 | отменено        | отменено        | отменено           | отменено |
| 2021 | отменено        | отменено        | отменено           | отменено |
| 2022 | Мариана Валадес | Коллин Гулик    | Андреа Сир         |          |
| 2023 | отменено        | отменено        | отменено           | отменено |